# Wolfgang Bringmann

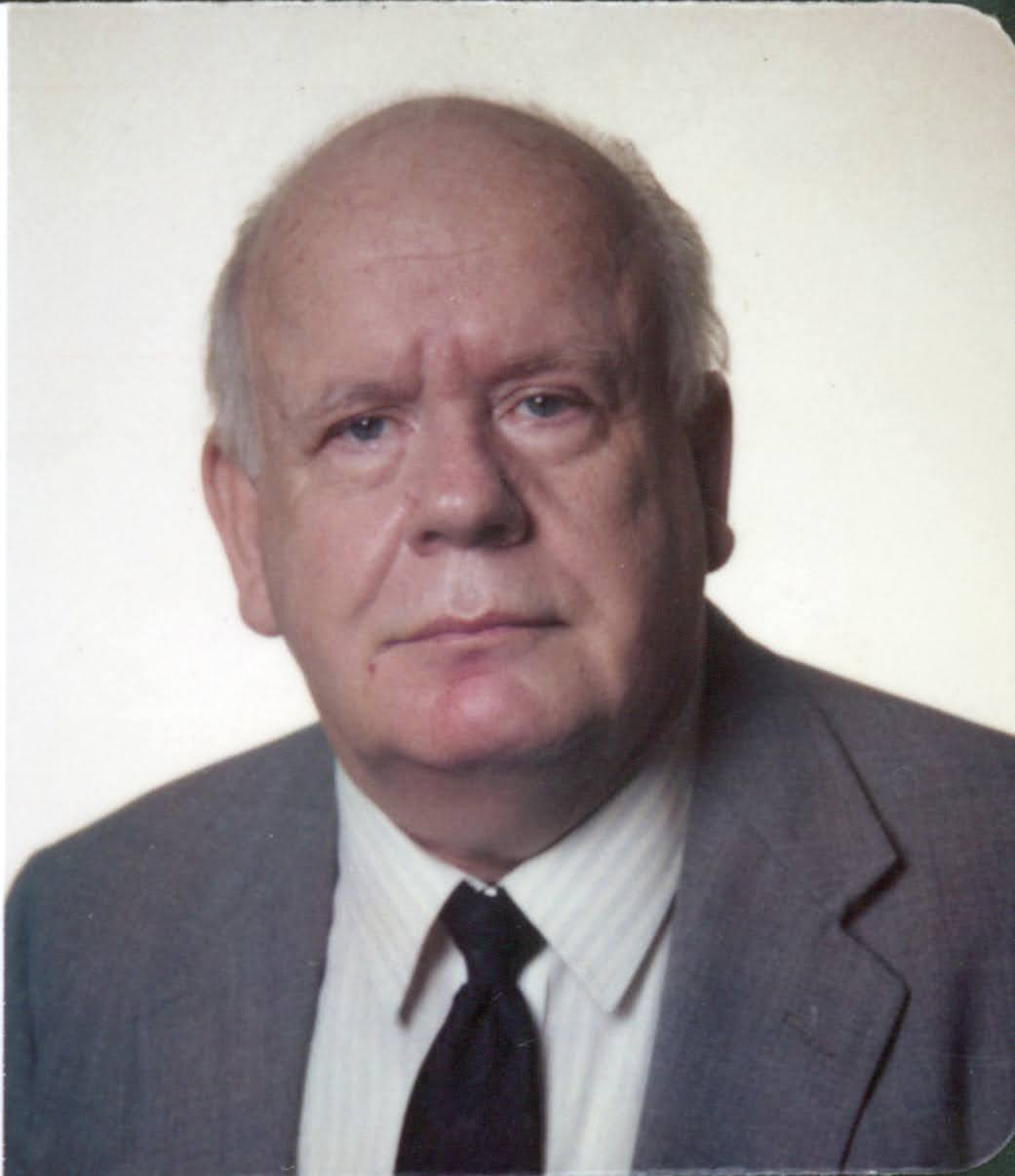
Prof. Dr. Wolfgang Bringmann

Wolfgang Bringmann (* 13. Juni 1933 in Darmstadt; † 7. Juni 2009 in Austin (Texas)) war ein deutscher Psychologe. Er war Klinischer Psychologe, Geschichtspsychologe und lehrte u. a. an der University of South Alabama.

## Leben
Wolfgang Georg Bringmann war Sohn des lutherischen Pfarrers Friedrich Georg Bringmann (1891–1945) und das jüngste von fünf Kindern.
1956 schloss er sein Psychologie- und Englischstudium am Pädagogischen Institut Darmstadt in Jugenheim (heute Seeheim-Jugenheim) ab. Das Institut war ein Vorläufer der Pädagogische Akademie Frankfurt am Main . Nach diesem Abschluss unterrichtete er für ein Jahr am Schuldorf Bergstraße.
Bringmann machte 1959 einen Abschluss in „Allgemeiner experimenteller Psychologie“ und promovierte 1964 im Bereich der experimentellen und klinischen Psychologie.
Bringmann war mit seiner Frau Norma Jones verheiratet und hat zwei Söhne, Michael und Roger.

## Werk
Bringmann hat sich ca. 30 Jahre auch mit der Geschichte der Psychologie (überwiegend in Deutschland im 19. Jahrhundert) befasst und Arbeiten (meist in englischer oder deutscher Sprache) veröffentlicht. Bringmann war zudem Klinischer Psychologe.
Er arbeitete mit europäischen und nordamerikanischen Kollegen zusammen, um eine Einsicht in die Leben und Werke einiger der berühmtesten frühen Psychologen zu gewinnen – vor allem Wilhelm Wundt, Gustav Theodor Fechner und Hermann Ebbinghaus. Bringmann lehrte 35 Jahre an Universitäten: an der University of Alabama, der University of Mississippi und der University of Windsor (Windsor, Ontario, Kanada), an der er 1969 und 1970 Leiter des Psychologie-Instituts war, und schließlich an der University of South Alabama, an der er Leiter des Psychologie-Instituts zwischen 1976 und 1981 war und wo Bringmann 1997 emeritiert wurde.
Bringmann beteiligte sich aktiv in der Gesellschaft für Psychologiegeschichte, einer Abteilung der amerikanischen psychologischen Gesellschaft („Society for the History of Psychology“ (American Psychological Association Division 26)) und war 1988 Leiter dieser Abteilung.

## Nachlass
1998 schenkte Bringmann seinen Nachlass an das Psychologiegeschichtliche Forschungsarchiv Hagen. Der Archivbestand umfasst persönliche Unterlagen, wie z. B. Urkunden und Auszeichnungen für Bringmann, vor allem aber Dokumente zu Leben und Werk von Psychologen wie Gustav Theodor Fechner, Wilhelm Wundt, Hermann Ebbinghaus usw., systematisch nach Namen, Zeitabschnitten, und Themenstellungen geordnet. Zur Schenkung gehört der Archivbestand Hugo Münsterberg.

## Veröffentlichungen
- G. Eckard, W. G. Bringmann, L. Sprung, U. Bronfenbrenner, K.-F. Wessel (Hrsg.): Contributions to a History of Developmental Psychology: International William T. Preyer Symposium: International Symposium Proceedings. (= New Babylon. Band 44). de Gruyter Mouton, 1985, ISBN 3-11-009977-2.
- W. G. Bringmann, H. E. Lück, R. Miller, C. E. Early (Hrsg.): A Pictorial History of Psychology. Quintessence Publishing, 1997, ISBN 0-86715-292-3.
- W. G. Bringmann, R. D. Tweney: Wundt Studies: A Centennial Collection. Hogrefe & Huber, 1980, ISBN 088937001.

## Nachruf
- C. E. Early, M. Bringmann: Wolfgang Georg Bringmann (1933–2009). In: American Psychologist. Vol 65, Nr. 4, Mai-Jun 2010, S. 296.

| Personendaten    | Personendaten        |
| ---------------- | -------------------- |
| NAME             | Bringmann, Wolfgang  |
| KURZBESCHREIBUNG | deutscher Psychologe |
| GEBURTSDATUM     | 13. Juni 1933        |
| GEBURTSORT       | Darmstadt            |
| STERBEDATUM      | 7. Juni 2009         |
| STERBEORT        | Austin (Texas)       |